# Miss Baltic Sea
Miss Baltic Sea var skönhetstävling för kandidater från nio länder som gränsar till Östersjön; Danmark, Estland, Finland, Lettland, Litauen, Polen, Sverige, Ryssland och Tyskland. Tävlingen hölls årligen i Finland. Miss Baltic Sea var 2007 och 2008 hopslagen med Miss Scandinavia. Tävlingen lades ned 2009.

## Vinnare
- 1991 — Nina Andersson, Finland
- 1992 — Liis Tappo, Estland
- 1993 — Rasa Kukenyte, Lettland
- 1994 — Anna Malova, Ryssland
- 1995 — Eva Maria Laan, Estland
- 1996 — Agnieszka Zych, Polen
- 1997 — Nadine Schmidt, Tyskland
- 1998 — Karita Tuomola, Finland
- 1999 — Kadri Väljaots, Estland
- 2000 — Miroslawa Strojny, Polen
- 2001 — Dagmar Mako, Tyskland
- 2002 — Heidi Willman, Finland
- 2003 — Natascha Börger, Tyskland
- 2004 — Anna Maria Strömberg, Finland
- 2005 — Mira Salo, Finland
- 2006 — Malwina Ratajczak, Polen
- 2007 — Dorota Gawron, Polen (Miss Scandinavia & Miss Baltic Sea)
- 2008 — Fanney Lára Guðmundsdóttir, Island (Miss Scandinavia & Miss Baltic Sea)